# Eugnophomyia azrael
Eugnophomyia azrael är en tvåvingeart som först beskrevs av Alexander 1943.  Eugnophomyia azrael ingår i släktet Eugnophomyia och familjen småharkrankar.
Artens utbredningsområde är Peru. Inga underarter finns listade i Catalogue of Life.